# Alejandro Goic Karmelic

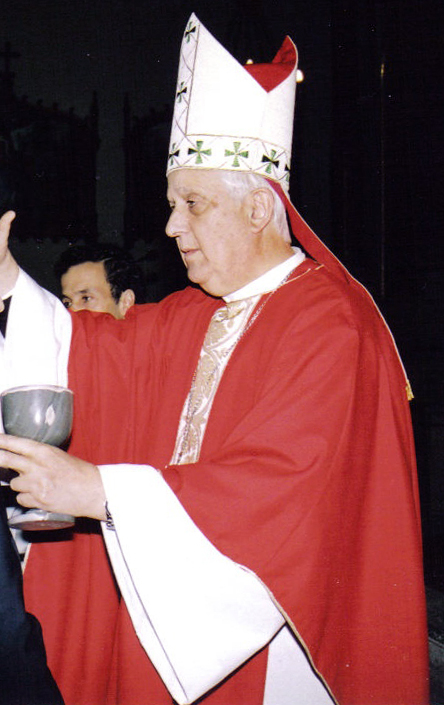
Bischof Alejandro Goic

Alejandro Goic Karmelic (* 7. März 1940 in Punta Arenas, Chile) ist ein chilenischer Geistlicher und emeritierter römisch-katholischer Bischof von Rancagua. 

## Leben
Alejandro Goic Karmelic, dessen Name sich in kroatischer Schreibweise ‚Goić Karmelić‘ schreibt, wurde als Sohn kroatischer Einwanderer in Punta Arenas geboren, der Hauptstadt der chilenischen Region Magallanes. Mit sechsundzwanzig Jahren wurde er am 12. März 1966 zum Priester geweiht. 1973 wurde er zum Generalvikar seines Heimatbistums Punta Arenas ernannt. 
Am 23. April 1979, im Alter von neununddreißig Jahren, ernannte ihn Papst Johannes Paul II. zum Weihbischof in Concepción und zum Titularbischof von Africa. Die Bischofsweihe spendete ihm Johannes Paul II. persönlich am 27. Mai 1979. Mitkonsekratoren waren die Kurienerzbischöfe Duraisamy Simon Lourdusamy und Eduardo Martínez Somalo.
Im Juni 1991 wurde er zum Weihbischof im Bistum Talca ernannt. Innerhalb des Lateinamerikanischen Bischofsrates (CELAM) hatte Goic von 1993 bis 1994 den Vorsitz des Bereiches für Jugendpastoral inne. Am 27. Oktober 1994 wurde Alejandro Goic zum Bischof von Osorno ernannt. Am 10. Juli 2003 erfolgte die Ernennung zum Koadjutor für das Bistum Rancagua. Mit dem Rücktritt Francisco Javier Prado Aránguiz’ am 23. April 2004 folgte Alejandro Goic diesem als Bischof von Rancagua nach. Im gleichen Jahr wurde er zum Vorsitzenden der Bischofskonferenz von Chile gewählt. Als solcher amtierte er bis 2010, als ihm der neu ernannte Erzbischof von Santiago, Ricardo Ezzati Andrello SDB, nachfolgte. Seitdem fungierte Goic in der chilenischen Bischofskonferenz als dessen Stellvertreter.
Goic war seit April 2011 der Vorsitzende des Rates der chilenischen Bischöfe für sexuellen Missbrauch in der Kirche und für die landesweite Implementierung und Überwachung von Maßnahmen zur Vorbeugung und Begleitung der Opfer in den Bistümern zuständig. Er hatte sich in den Kontroversen um den umstrittenen Bischof von Osorno Juan Barros, der zum Vertrautenkreis des 2011 verurteilten, einflussreichen Missbrauchstäters Fernando Karadima gehört hatte, schon im Vorfeld des Papstbesuchs im Januar 2018 gegen dessen Teilnahme an den Feierlichkeiten ausgesprochen, als Barros im Vatikan noch gestützt wurde. Im Februar legte ihm Goic den Rücktritt nahe. Unmittelbar nach der Rückkehr Goics von der Versammlung des chilenischen Episkopats in Rom mit Papst Franziskus im Mai 2018, bei dem die chilenischen Bischöfe geschlossen ihren Rücktritt angeboten hatten, wurde durch Recherchen des chilenischen Fernsehsenders Canal 13 ein Missbrauchsnetzwerk aus Priestern seines eigenen Bistums in Rancagua aufgedeckt. Goic wurde vorgeworfen, auf Hinweise eines Opfers zwei Jahre zuvor nicht reagiert und angemessene Nachforschungen unterlassen zu haben, mit denen die konspirative Priesterbruderschaft, die sich La Familia nannte und offenbar koordiniert vorging, um Minderjährige zu missbrauchen, möglicherweise zu enttarnen gewesen wäre. Goic rechtfertigte sich damit, substanziierte Hinweise hätten ihm nicht vorgelegen, entschuldigte sich aber dennoch dafür, nicht früher gehandelt zu haben, und trat von seinem Amt als Missbrauchsbeauftragter der chilenischen Bischöfe zurück.
Am 28. Juni 2018 nahm Papst Franziskus daraufhin seinen altersbedingten Rücktritt an, den Goic, der zu diesem Zeitpunkt bereits über 75 Jahre alt war, bereits vor der im Mai in Rom abgehaltenen Versammlung eingereicht hatte. Zugleich ernannte der Papst Luis Fernando Ramos Pérez, Weihbischof in Santiago de Chile, zusätzlich zum Apostolischen Administrator des Bistums Rancagua, wo ihm die Verantwortung für die Untersuchung der aufgedeckten Missbrauchsfälle zufiel. Ramos gilt als Vertrauter und Mitarbeiter der chilenischen Kardinäle Ricardo Ezzati, amtierender Erzbischof von Santiago, und Francisco Javier Errázuriz Ossa, seinem Vorgänger, die beide aufgrund des chilenischen Missbrauchsskandals ebenfalls stark unter Druck stehen.
Aufgrund der Vorfälle in seinem Bistum gehört Alejandro Goic Karmelic zu den sieben chilenischen Bischöfen, gegen die wegen unterschiedlicher Verwicklungen in die Missbrauchsaffäre staatsanwaltliche Ermittlungen geführt wurden.